# Eiphosoma macrum
Eiphosoma macrum är en stekelart som först beskrevs av Günther Enderlein 1921.  Eiphosoma macrum ingår i släktet Eiphosoma och familjen brokparasitsteklar. Inga underarter finns listade i Catalogue of Life.